# Гаджи-Кара
Гаджи-Кара (азерб. Hacı Qara) — радянська пригодницька кінокомедія 1929 року, знята на кіностудії «Аздержкіно», є екранізацією п'єси Мірзи Фаталі Ахундова «Сона».

## Сюжет
Фільм розповідає про життя селян. Екранізація п'єси класика азербайджанської літератури Мірзи Фаталі Ахундова «Сона».

## У ролях
- Мірза Алієв — Гаджи-Кара
- Мустафа Марданов — Карамали
- К. Вязнова — Сона
- Агасадих Джерабейлі — Аскер-бек
- М. Гайюбов — Гейдар
- Сідхі Рухулла — Аліяр-бек
- Марзія Давудова — Туказ
- Ю. Гаджигасимов — Сафарали
- Гаджиага Шахбазов — Байрамали-бек, батько Сони
- Азіза Мамедова — Гюльсум, мати Сони
- Рустам Казимов — епізод
- Н. Гасанов — епізод
- А. Мірзаєв — епізод
- Алі Курбанов — ашуг
- Ашраф Юсіфзаде — епізод

## Знімальна група
- Оригінальний текст: Мірза Фаталі Ахундов
- Автор сценарію: Джафар Джаббарли
- Режисер-постановник і монтажер: Аббас Мірза Шаріфзаде
- Оператор-постановник: Іван Тартаковський
- Художник-постановник: Олександр Гончарський
- Композитор: Д. Джабарі
- Художній керівник: Всеволод Пудовкін
- Помічник режисера: Агарза Кулієв